# Sauropus huntii
Sauropus huntii är en emblikaväxtart som först beskrevs av Alfred James Ewart och O.B.Davies, och fick sitt nu gällande namn av Airy Shaw. Sauropus huntii ingår i släktet Sauropus och familjen emblikaväxter. Inga underarter finns listade i Catalogue of Life.